# Melissa Spooner
Melissa Spooner ist eine ehemalige kanadische Triathletin und dreifache Ironman-Siegerin (1998, 1999 und 2000). 

## Werdegang
1993 startete Melissa Spooner erstmals über die Langdistanz (3,86 km Schwimmen, 180 km Radfahren und 42,195 km Laufen) und im Mai 1998 konnte sie den Ironman Lanzarote gewinnen.

### 4. Rang Ironman Hawaii 1998
Im Oktober 1998 erreichte Spooner den vierten Rang beim Ironman Hawaii. 
1999 wurde sie in Schweden Zehnte bei der ITU-Weltmeisterschaft auf der Langdistanz. Melissa Spooner wurde trainiert von Lance Watson.
2004 beendete sie ihre aktive Karriere.

## Sportliche Erfolge
| Datum/Jahr    | Rang | Wettbewerb                                      | Austragungsort                   | Zeit     | Bemerkung                                                                                         |
| ------------- | ---- | ----------------------------------------------- | -------------------------------- | -------- | ------------------------------------------------------------------------------------------------- |
| 25. Aug. 2003 | 116  | Ironman Canada                                  | Penticton                        | 11:47:44 |                                                                                                   |
| 26. Aug. 2001 | DNF  | Ironman Canada                                  | Penticton                        | –        |                                                                                                   |
| 4. Nov. 2000  | 104  | Ironman Florida                                 | Panama City                      | 12:04:36 |                                                                                                   |
| 14. Okt. 2000 | DNF  | Ironman Hawaii                                  | Hawaii                           | –        |                                                                                                   |
| 30. Juli 2000 | 1    | Ironman USA                                     | Lake Placid                      | 09:45:57 | Sieg mit neuem Streckenrekord                                                                     |
| 20. Mai 2000  | DNF  | Ironman California                              | Marine Corps Base Camp Pendleton | –        |                                                                                                   |
| 23. Okt. 1999 | 14   | Ironman Hawaii                                  | Hawaii                           | 09:49:45 | Ironman World Championship                                                                        |
| 11. Juli 1999 | 10   | ITU Long Distance Triathlon World Championships | Säter                            | 06:53:50 | Triathlon-Weltmeisterschaft auf der Langdistanz                                                   |
| 7. März 1999  | 1    | Ironman New Zealand                             | Taupō                            | 09:20:14 | Siegerin bei der Erstaustragung in Taupō                                                          |
| 3. Okt. 1998  | 4    | Ironman Hawaii                                  | Hawaii                           | 09:42:28 | Ironman World Championship                                                                        |
| 12. Juli 1998 | 3    | Ironman Europe                                  | Roth                             |          |                                                                                                   |
| 23. Mai 1998  | 1    | Ironman Lanzarote                               | Playa del Carmen                 | 09:51:47 | Siegerin auf der Ironman-Langdistanz (3,86 km Schwimmen, 180,2 km Radfahren und 42,195 km Laufen) |
| 4. Mai 1997   | 16   | St. Croix Triathlon                             | Saint Croix                      | 03:11:00 |                                                                                                   |
| 24. Aug. 1997 | 2    | Ironman Canada                                  | Penticton                        | 09:25:47 |                                                                                                   |
| 25. Aug. 1995 |      | Ironman Canada                                  | Penticton                        |          | neuer Streckenrekord in der Klasse W20–24                                                         |

(DNF – Did Not Finish)